# Gårdskär
Gårdskär est une localité de Suède dans la commune d'Älvkarleby située dans le comté d'Uppsala.
Sa population était de 359 habitants en 2019.